# Jerzy Dudek
Jerzy Henryk Dudek (Rybnik, 23 de març de 1973) és un futbolista polonès ja retirat, que jugava com a porter.

## Biografia
Dudek va començar jugant professionalment a les files del Sokół Tychy, per una temporada, abans que el 1996 recalés al Feyenoord Rotterdam, on va assolir consagrar-se a nivell local, conquerint l'Eredivisie i la Supercopa dels Països Baixos el 1999.
El 2001 va ser contractat pel Liverpool FC per a suplir la sortida del porter dels Països Baixos Sander Westerveld. Des d'aquest llavors va ser titular indiscutible en el club red, assolint diversos títols, destacant la Lliga de Campions, obtinguda el 25 de maig de 2005 davant l'AC Milan, on el duel en temps de reglament va acabar igualat a tres punts, però en la tanda de penals va parar dos llançaments, un d'ells al davanter Andrí Xevtxenko.
Va perdre la seva titularitat quan els reds van fitxar a Pepe Reina la temporada 2005-2006, i des de llavors, Dudek va quedar relegat a la suplència. Es va desvincular del Liverpool FC, ja que no formava part del nou projecte de l'entrenador Rafael Benítez.
El 12 de juliol de 2007, el Reial Madrid el va fitxar per 2 temporades amb la carta de llibertat, sent presentat el 20 de juliol de 2007. Amb el conjunt blanc va ser suplent d'Iker Casillas, gaudint de molt poques oportunitats de jugar. Pràcticament només va jugar partits de Copa. Malgrat no gaudir de minuts amb l'equip, al juliol de 2010 va renovar per una temporada.
Va debutar a la Lliga de Campions amb el club blanc el 8 de desembre de 2010, sent titular a casa davant l'AJ Auxerre, però no va arribar a disputar mitja part, ja que uns minuts abans del descans es va lesionar. El 21 de maig de 2011 va jugar el seu segon partit de lliga, que va servir per rendir-li homenatge en ser el seu darrer partit com a futbolista del Reial Madrid CF.

### Internacional
Dudek ha estat internacional amb la selecció polonesa en 56 ocasions. Va jugar el Mundial del 2002, amb una actuació discreta.

## Títols

### Nacionals
| Títol                         | Club                | País          | Any     |
| ----------------------------- | ------------------- | ------------- | ------- |
| Eredivisie                    | Feyenoord Rotterdam | Països Baixos | 1999    |
| Supercopa dels Països Baixos  | Feyenoord Rotterdam | Països Baixos | 1999    |
| Supercopa d'Anglaterra        | Liverpool FC        | Anglaterra    | 2001    |
| Copa de la Lliga d'Anglaterra | Liverpool FC        | Anglaterra    | 2003    |
| Copa d'Anglaterra             | Liverpool FC        | Anglaterra    | 2006    |
| Supercopa d'Anglaterra        | Liverpool FC        | Anglaterra    | 2006    |
| Lliga espanyola               | Reial Madrid        | Espanya       | 2008    |
| Supercopa d'Espanya           | Reial Madrid        | Espanya       | 2008    |
| Copa del Rei de futbol        | Reial Madrid        | Espanya       | 2010-11 |

### Internacionals
| Títol              | Club (*)     | País       | Any  |
| ------------------ | ------------ | ---------- | ---- |
| Lliga de Campions  | Liverpool FC | Anglaterra | 2005 |
| Supercopa d'Europa | Liverpool FC | Anglaterra | 2005 |

(*) Incloent la selecció